# 사분의자리

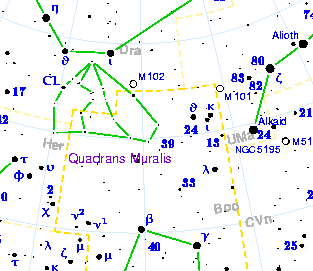
지금은 용자리에 편입된 사분의자리

사분의자리(라틴어: Quadrans Murali, 영어: mural quadrant or mural instrument)는 1795년 프랑스의 천문학자 제롬 랄랑드가 제안한 별자리이다.  큰곰자리의 꼬리 근처, 목동자리와 용자리 사이에 끼여 있다. 목동자리 베타와 큰곰자리 에타(알카이드) 사이의 별로 이루어져 있다. 별자리는 지금은 쓰이지 않지만, 사분의자리 유성우라는 이름은 남아 있다. 사분의자리 유성우는 1월 3일 경 떨어지는 3대 유성우 중 하나이다. 사분의 자리란 명칭은 관측 도구인 사분의에서 유래하였다.

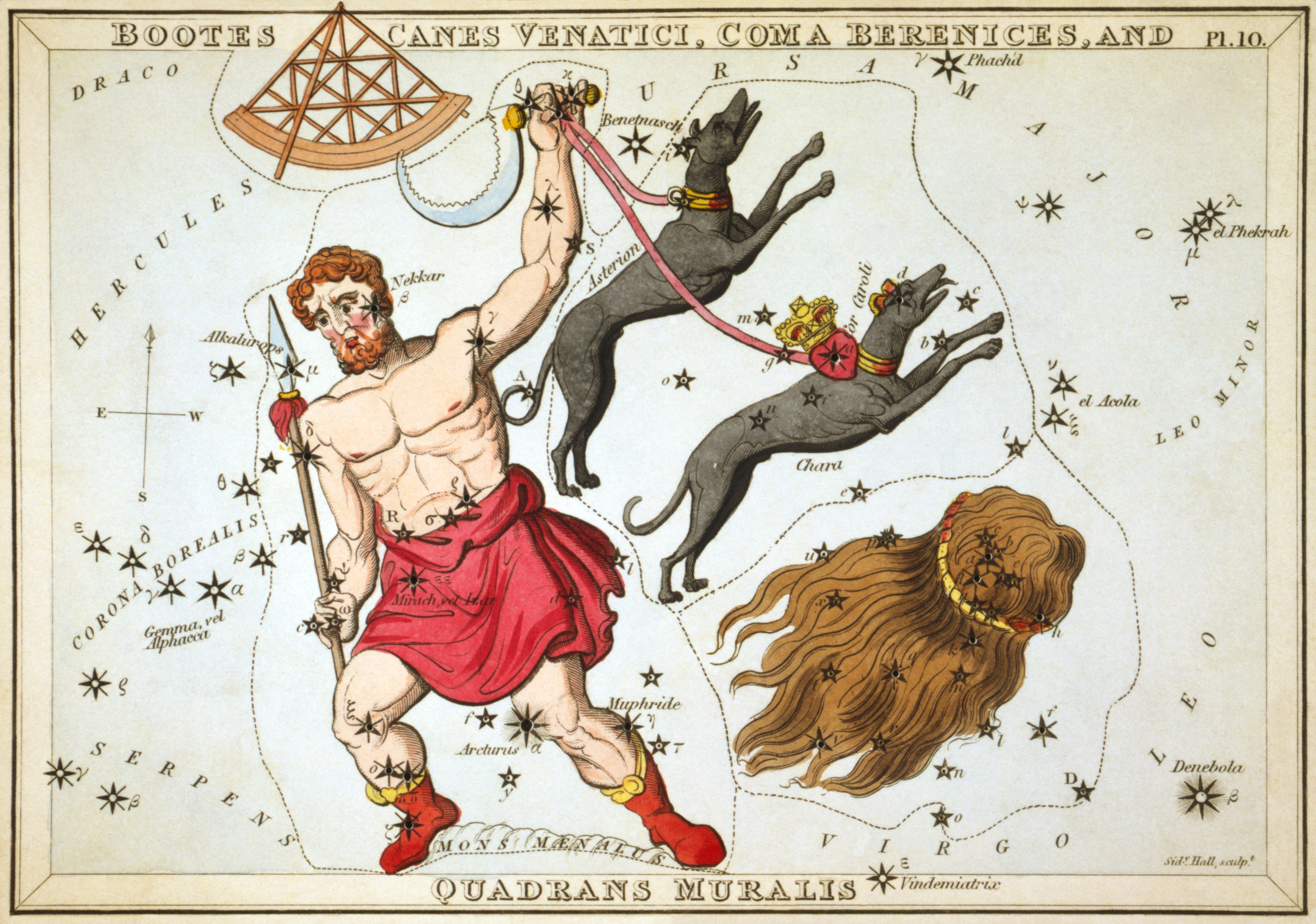
1825년 천문도. 사분의자리는 왼쪽 위에 자리하고 있다.